# Augustin Macheret
Pour les articles homonymes, voir Macheret.
Augustin Macheret, né le 19 août 1938 à Vuippens (originaire de Rueyres-Saint-Laurent) et mort le 29 mars 2024, est une personnalité politique du canton de Fribourg, en Suisse, membre du Parti démocrate-chrétien (PDC).
Il est conseiller d'État, à la tête de la Direction de l'instruction publique et des affaires culturelles, de 1992 à 2001.